# Chaetolepis cufodontisii
Chaetolepis cufodontisii är en tvåhjärtbladig växtart som beskrevs av Paul Carpenter Standley. Chaetolepis cufodontisii ingår i släktet Chaetolepis och familjen Melastomataceae.
Artens utbredningsområde är Costa Rica. Inga underarter finns listade i Catalogue of Life.

## Bildgalleri

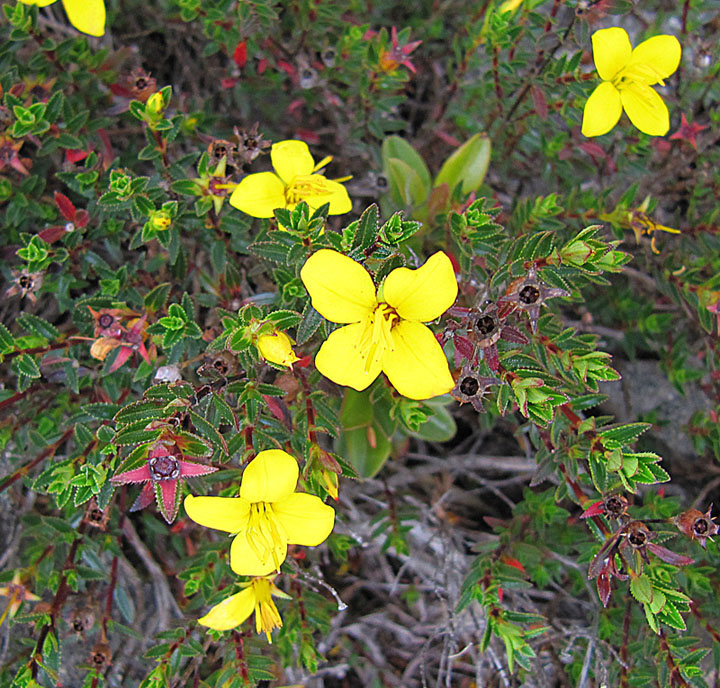